# Samy Lattès
Pour les articles homonymes, voir Lattès.
Samy Lattès (Samuel Lattès), né à Paris 9e le 9 juin 1902, mort à Paris 7e le 14 août 1987, est un agrégé d'italien et ancien élève de l'École française de Rome, qui fut inspecteur général de l'Instruction publique et membre de la première équipe de l'Amitié judéo-chrétienne de France.